# Велика награда Сан Марина 2005.
Велика награда Сан Марина 2005. године је била трка у светском шампионату Формуле 1 2005. године која се одржала на аутомобилској стази „Енцо и Дино Ферари“ у Имоли, 24. априла 2005. године.
Победник је био Фернандо Алонсо, другопласирани Михаел Шумахер, док је трку као трећепласирани завршио Александер Вурц.